# 竺縵卿
竺 縵卿（じく まんけい、1894年〈光緒20年〉 – 没年不明）は、中華民国の実業家・官僚・外交官。字は華雲。初期は主に実業家として活動したが、後に親日政権の中華民国維新政府や南京国民政府（汪兆銘政権）で要職に就いた。

## 事績
日本に留学し、1920年（民国9年/大正9年）に東京高等師範学校理科第三部甲班を卒業し、また、1924年（民国13年/大正13年）には京都帝国大学経済学部も卒業したとされる。当初は洮江第四中学主任教員兼舎監となったが、まもなく国民政府に入り、外交部江寧交渉員公署秘書兼金陵関監督公署秘書となる。その後は実業界に転じ、中日実業有限公司上海分行経理、中華電気製作廠董事、上海閘北水電公司顧問などをつとめた。
1938年（民国27年）3月28日、梁鴻志らが中華民国維新政府を樹立した際に、竺縵卿は南京で日本語担当広報官をつとめた。4月1日には実業部（部長：王子恵）で司長として起用され、同部で工商司長、商標局長、食糧産銷管理局長を歴任・兼任している。
1940年（民国29年）３月30日、維新政府が南京国民政府（汪兆銘政権）に合流すると、竺縵卿は農鉱部（部長：趙毓松）で食糧管理局長や顧問に任命された。翌1941年（民国30年）2月、廉隅が初代駐満洲国大使に任命されたことに伴い、竺も大使館参事（官）として新京に赴任している。1942年（民国31年）4月、公使銜を加えられ、翌1943年（民国32年）3月には正式に公使の位を授与された（参事官兼任）。5月には満洲帝国から勲二位柱国章を授与されている。同年9月、公使を免ぜられた。
その後、竺縵卿の動向は不詳である。なお、竺が漢奸として摘発されたとの情報はない。